# 八王子市立第二小学校
八王子市立第二小学校（はちおうじしりつ だいにしょうがっこう）は、東京都八王子市八木町にある公立小学校。
- 2024年（令和6年）4月1日現在、生徒数327人、教員数42人である。[1]。

## 沿革
- 1873年(明治6年) - 木住野五郎兵衛が八木町宗徳寺内に八木学舎を開設。
- 1877年(明治10年) - 八木学舎を八幡学舎に合併し、多賀学校と改称。
- 1890年(明治23年)	 - 校舎を本郷14番地に新築移転、八王子町立多賀尋常高等小学校と改称
- 1904年(明治37年) - 八王子町立多賀尋常小学校が、八王子第二尋常小学校と改称
- 1927年(昭和2年) - 校庭東端に本格プールを造作、使用開始
- 1928年(昭和3年) - 二階建て26教室・特別教室・講堂・屋内体育館が落成
- 1947年(昭和22年) - 八王子市立第二小学校と改称する
- 2002年(平成14年) - 創立130周年記念式典挙行（10月4日）・記念行事実施。
- 2018年(平成30年) - いちょう学級開設
- 2023年(令和5年) 
  - 令和9年度の第二小学校・第四中学校合併による義務教育学校開校予定
  - 国健康づくり推進学校　優良校受賞（全国公立学校45校）
  - 東京都学校歯科保健優良校（3年連続）
  - 東京都教育委員会職員表彰 受賞